# Underlying Issues
Underlying Issues è il decimo album in studio del gruppo musicale italiano Eldritch, pubblicato il 6 novembre 2015 dalla Scarlet Records.

## Tracce
1. Changing Blood – 5:04
2. Danger Zone – 5:45
3. Broken – 4:07
4. All And More – 4:40
5. The Face I Wear – 5:31
6. To the Moon and Back – 6:36
7. Bringers of Hate – 5:39
8. The Light – 4:32
9. Piece of Clarity – 5:00
10. Before I Die – 5:03
11. Slowmotion "K" Us – 4:08

## Formazione
- Terence Holler – voce
- Eugene Simone – chitarra
- Rudj Ginanneschi – chitarra
- Alessio Consani – basso
- Raffahell Dridge – batteria